# ماستر جي
ماستر جي هي عبارة عن مجموعة من ساعات جي-شوك التي تنتجها شركة الإلكترونيات اليابانية كاسيو، وهي مصممة للاستخدام في البيئات القاسية. وتحمل العديد من التقنيات الجديدة التي قدمتها كاسيو في مؤخراَ في مجموعة ساعات جي-شوك وبروتريك مثل مقياس الارتفاع والبوصلة الرقمية وميزة Tough Solar.

## تاريخها
بدأت سلسلة ماستر جي في عام 1985 مع طراز جي-شوك II DW-5500C. وكانت هذه الساعة كلاسيكية مربعة الشكل، لكن الإطار احتوى على أجزاء أكثر نعومة وانزلق فوق الأزرار. وبهذه الطريقة ابتكرت كاسيو هيكلًا مقاومًا للطين. فلذلك أطلق على طراز DW-5500C لقب «مودمان».
وفي نوفمبر 1993 قدمت كاسيو نموذج جي-شوك فروجمان في اليابان، وظهر على ظهر العلبة كلمة "FROGMAN" وشخصية صغيرة لضفدع غوص إذ صنعت للغواصين، وتتميز بتصميم غير مألوف وفريد من التدريع المطاطي السميك حول وحدة قائمة بذاتها، وقد جاءت مع غلاف خلفي لولبي من التيتانيوم - تصميم عالي التكلفة بشكل غير عادي. واحتوت على حزام راتنج سميك مزدوج. وكانت الميزة الرقمية هي توقيت الغوص، وأثبتت فروجمان تمتعها بشعبية كبيرة. وفي وقت ما بين ذلك الحين وعام 1995 قررت كاسيو إنتاج المزيد من الموديلات المختلفة، بما في ذلك ألوان الإصدار المحدود التي أصبحت في بعض الحالات ذات قيمة كبيرة.
وتوقف إنتاج ساعات ماستر جي في عام 2000، ولكن كانت هناك دلائل على أن كاسيو كانت حريصة على الحفاظ على المجموعة حية، ليس مع الإصدارات المحدودة فحسب، بل مع إعادة تصميم بعض الموديلات القديمة كذلك.
وفي عام 2006 تم تقديم طرازات مودمان الجديدة في مجموعة ساعات ماستر جي تليها طرازات جولفمان الجديدة في عام 2007.
واتبعت النماذج الجديدة اللاحقة التي تتمتع بميزات أكثر تقدمًا، وتم تقديم سلسلة رانجمان في عام 2013 حيث احتوت على مميزات ABC (مقياس الارتفاع، والبارومتر، والبوصلة) إلى جانب اتصال GPS الإضافي الذي تم تقديمه في عام 2018. وتم تصميم طرازات ماستر للأنشطة البرية أو الجوية أو البحرية، إذ تشمل ساعات هذا الطراز موديلات عديدة منها مود ماستر (المصممة للأشخاص المرتبطين بالجيش أو الأشخاص المرتبطين بوظائف متعلقة بالأرض)، و جرافيتي ماستر (مصمم للطيارين أو الأشخاص المرتبطين بصناعة الطيران) و جولف ماستر (المصممة للقوات البحرية أو الأشخاص المرتبطين بصناعة الشحن).

## المميزات
دائماً ما تعتبر ساعات ماستر جي من بين أكثر تصميمات جي-شوك التي تنتجها كاسيو، وعادة ما تكون مناسبة لمن لديهم معصم أكبر. ودائماَ ما يلحق اسم الطراز بكلمة «رجل» اقتداء باسم طراز فروجمان الأولي الذي تم تسميته أيضًا باسم الغواصين. وتتميز الطرازات مودمان و جوسمان و رايزمان و رانجمان بطبقة خارجية سميكة من المطاط تحيط بالأزرار والعلبة تمامًا، مما يضمن أنها توفر مقاومة الطين. وكان طراز جوسمان أيضًا مضادًا للمغناطيسية معتمدًا من ISO.
وتتكون معظم الطرز من علبة فولاذية محاطة بإطار سميك من النيوبرين أو البولي يوريثان وحماية خارجية، وتتميز جميع الطرز باستثناء طرازات فروجمان القديم بنظام إضاءة شاشة Illuminator من كاسيو وهي مقاومة للماء حتى 20 atm (20 بارًا / 200 مترًا) مما يجعلها مناسبة للغوص باستثناء الأعماق التي تتطلب غاز الهيليوم والأكسجين.
وتضمنت بعض الموديلات وظائف متقدمة للغاية، حيث يتميز طراز رايزمان بأجهزة استشعار مزدوجة تقيس درجة الحرارة والضغط الجوي، مما يسمح لها بالعمل كمقياس للضغط الجوي والارتفاع، وكان طراز رايزمان أول نموذج يستخدم تقنية Tough Solar لتشغيل وظائفه، وظهر وادمان ببوصلة رقمية، وساعد الصياد في تقديم مخطط المد والجزر الشائع الآن وقراءات طور القمر، وكانت انتمان أول ساعة من كاسيو حصلت على الإشارة الذرية التي قامت بمعايرة عرض التوقيت الخاص بها مع أجهزة إرسال واستقبال على مدار الساعة الذرية في اليابان.
أما اليوم ليس غريباً العثور على اثنين أو أكثر من هذه الميزات في نموذج ماستر جي واحد، أي أن طراز رايزمان GW-9200 يملك تقنية Tough Solar لتشغيل وظائف ضبط الوقت ذات المعايرة الراديوية ومقياس الارتفاع ومقياس الضغط الجوي ومقياس الحرارة، وكذلك يتميز كل من طرازي فروجمان GWF-1000 وجولفمان GW-9110 بالطاقة الشمسية والتحكم الموجي في الوقت ومؤشرات المد والجزر وطور القمر. ويحتوي طراز رانجمان GW-9400 أجهزة استشعار ثلاثية على أكثر مجموعات الميزات شمولاً حتى الآن، مع مقاومة الطين والغبار، والطاقة الشمسية، والتحكم الموجي في الوقت، وميزان الحرارة، ومقياس الضغط، ومقياس الارتفاع، ووظائف البوصلة الرقمية والتي تم توفيرها منذ فترة طويلة على سلسلتي بروتريك وباثفاندر. ويحتوي GPR-B1000 الذي خلف GW-9400، ويسمى أيضًا رانجمان على وظائف GPS متقدمة بالإضافة إلى ميزات المستشعر الثلاثي لسابقه.

## توفرها
النماذج السابقة والنادرة لسلسلة ماستر جي تتطلب قيم إعادة بيع قوية؛ والأمثلة في NOS (المخزون القديم الجديد) تتطلب علاوة. وتكون الأسعار في بعض الأحيان أعلى خارج اليابان لأسباب ليس أقلها أن العديد من الطرز تم إنتاجها هي للسوق المحلي فقط وليس لأمريكا الشمالية وأوروبا.
وكانت هناك عدة إصدارات محدودة من سلسلة ماستر، واعتمادًا على ندرتها فإنها بعضًا منها يباع بأسعار أعلى من المعتادة لساعات كاسيو. وسلسلة Men in Black و Men in Yellow هي إصدارات باللونين الأسود والأصفر من ماستر وعادةً ما تباع في عدة أماكن بسعر يتراوح بين ضعفين وثلاثة أضعاف قيمة إعادة البيع للإصدارات العادية، وبعض الطرز مثل فروج مان «البرازيلي» ووادمان A.R.T.P.I أكثر ندرة ويمكن أن تبلغ أسعارًا أعلى، وعلى الرغم من صعوبة التنبؤ بقيمتها نظرًا لندرتها ويحدد السعر في أغلب الأحوال من خلال الطلب من هواة جمع التحف الفردية.
وعلى الرغم من عدم توفرها دائمًا إلا أن جميع الطرازات تبلغ قيمتها عادةً أفمل من 500 دولار أمريكي، مما يوفر بديلاً زهيدًا لجمع الساعات الفاخرة.

## الطرازات
- أنتمان، توقف إنتاجه.
- فيشرمان، حل محله جولفمان وتوقف إنتاجه.
- فروجمان، وموديلات الحالية هي GWF-1000 و GWF-D1000 (تعتمل بالطاقة الشمسية الذرية)
- سيمان، توقف إنتاجه.
- جوسمان، توقف إنتاجه.
- جولفمان، الموديلات الحالية هي G-9100 (تعمل بالبطارية)، GW-9100 (تعمل بالطاقة الشمسية الذرية)، GW-9110 (تعمل بالطاقة الشمسية الذرية) و GWM-1000 (تعمل بالطاقة الشمسية الذرية، وتحمل مستشعر ثلاثي)
- جولفماستر، الموديلات الحالية هي GWN-1000 (تعمل بالطاقة الشمسية الذرية) و GN-1000 (تحمل بطارية تعمل بأجهزة استشعار مزدوجة)
- جرافيتي ماستر، الموديلات الحالية هي GWR-B1000 (تعمل بالطاقة الشمسية مع اتصال بلوتوث إضافي ومصنوعة من ألياف الكربون)، GPW-2000 (تعمل بالطاقة الشمسية مع اتصال GPS واتصال بلوتوث)، GR-B100 (تعمل بالطاقة الشمسية مع اتصال بلوتوث)، GA- 1100 (تحمل بطارية تعمل بأجهزة استشعار مزدوجة) و GA-1000 (تحمل بطارية تعمل بأجهزة استشعار مزدوجة)
- لونجمان، توقف إنتاجه.
- مودمان، الموديلات الحالية هي G-9000 (تعمل بالبطارية)، GW-9300 (تعمل بالطاقة الشمسية الذرية) و G-9300 (غير ذرية وتعمل بالطاقة الشمسية)
- مودماستر، الموديلات الحالية هي GWG-1000 (تعمل بالطاقة الشمسية الذرية)، و GWG-100 (تعمل بالطاقة الشمسية الذرية)، و GSG-100 (تعمل بالطاقة الشمسية فقط؛ وتصميمها مثل GWG-100)، و GG-1000 (تحمل بطارية تعمل بمستشعرات مزدوجة)، و GG-B100 (تحمل بطارية تعمل بأجهزة استشعار رباعية مع اتصال بلوتوث إضافي)
- رانجمان، الموديلات الحالية هي GW-9400 (فيها مقياس الارتفاع ووظائف البوصلة؛ وتعمل بالطاقة الشمسية-الذرية)، [1] GPR B-1000 (قادرة على الإتصال بالـ GPS وتعمل بالطاقة الشمسية) [2]
- رايزمان، توقف إنتاجه.
- ريفمان، توقف إنتاجه.
- رايزمان، توقف إنتاجه.
- وادمان، توقف إنتاجه.

## المعرض

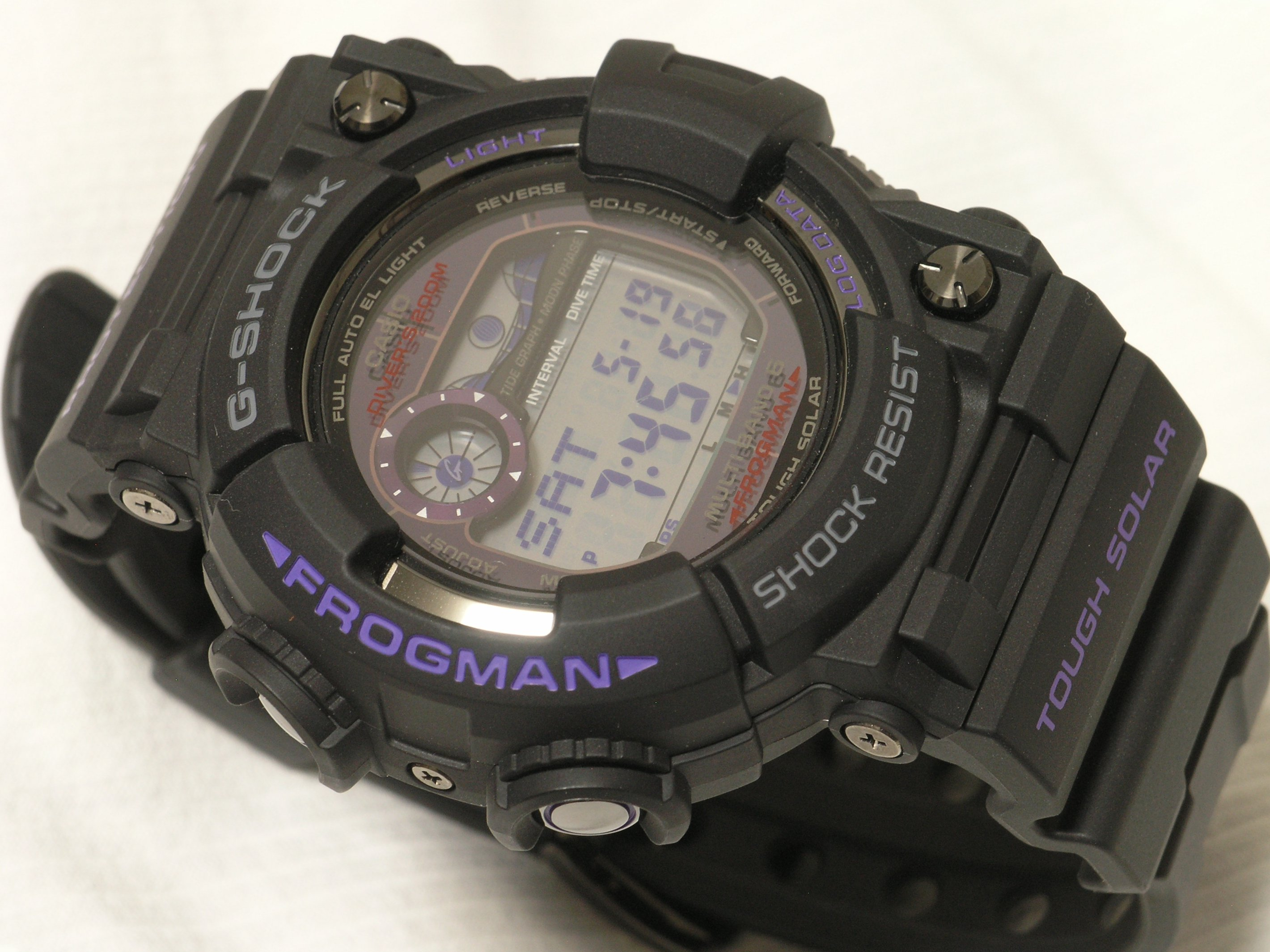
فروجمان GWF-1000BP-1JF
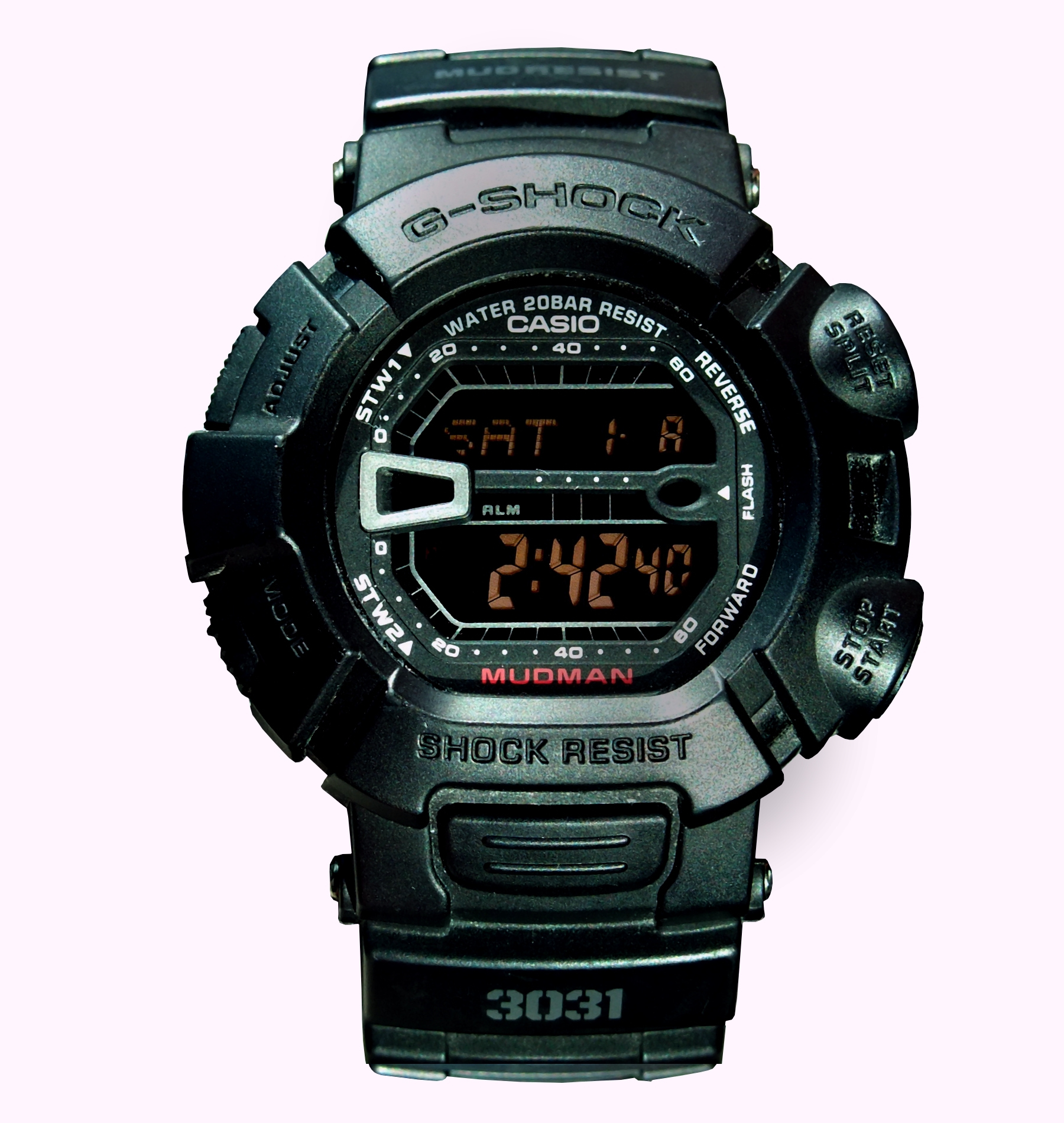
مودمان G9000MS-1
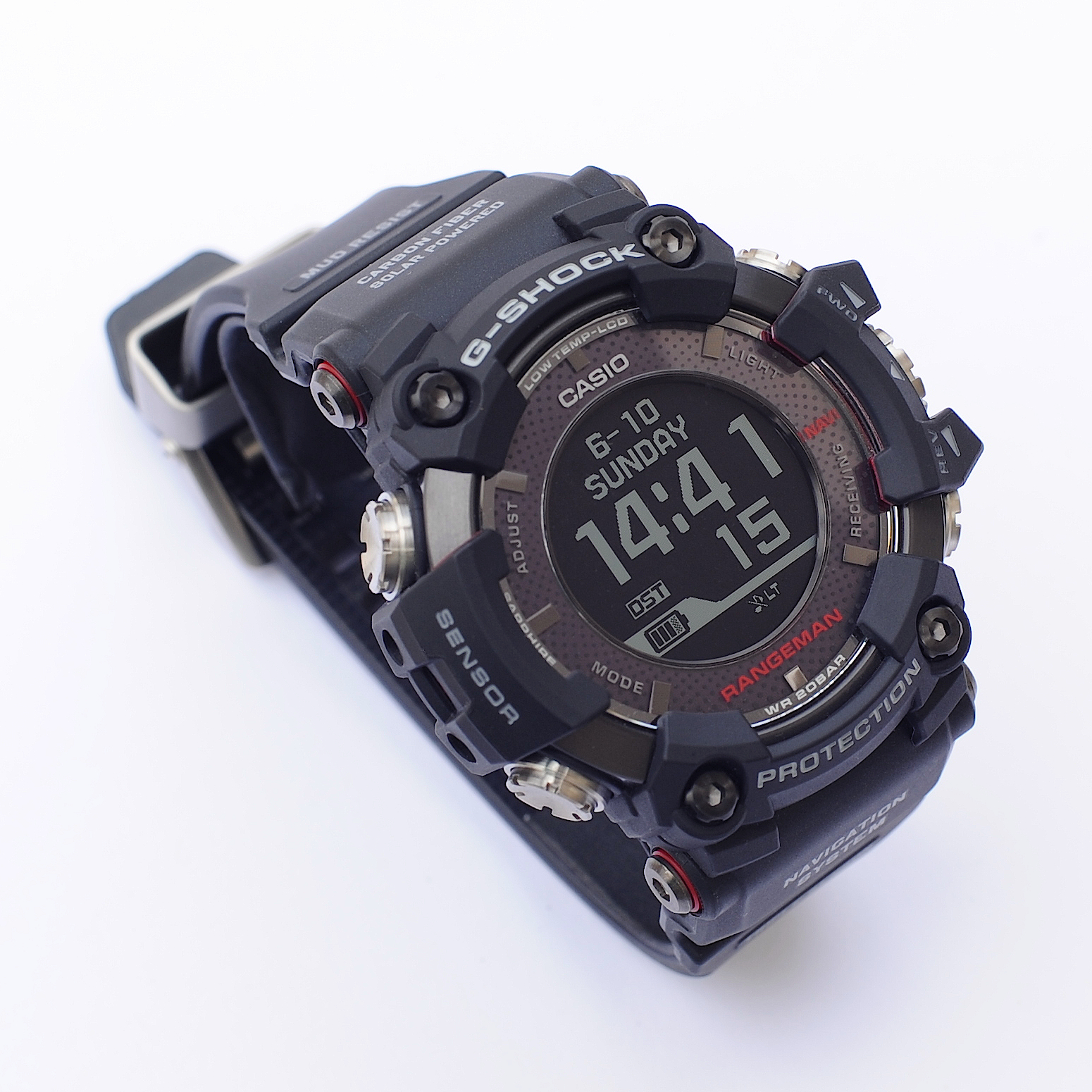
رانجمان GPR-B1000-1ER
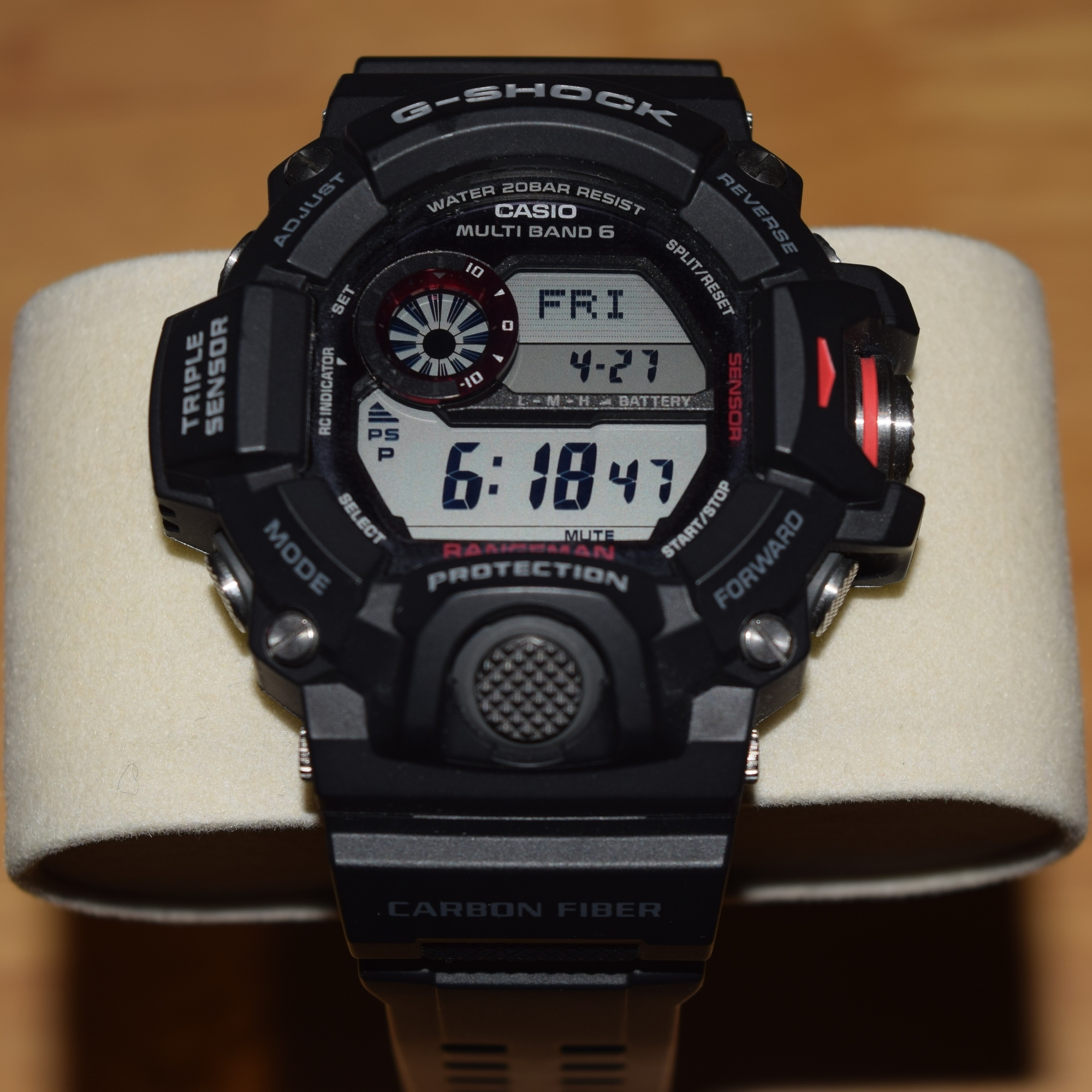
رانجمان GW-9400J-1JF
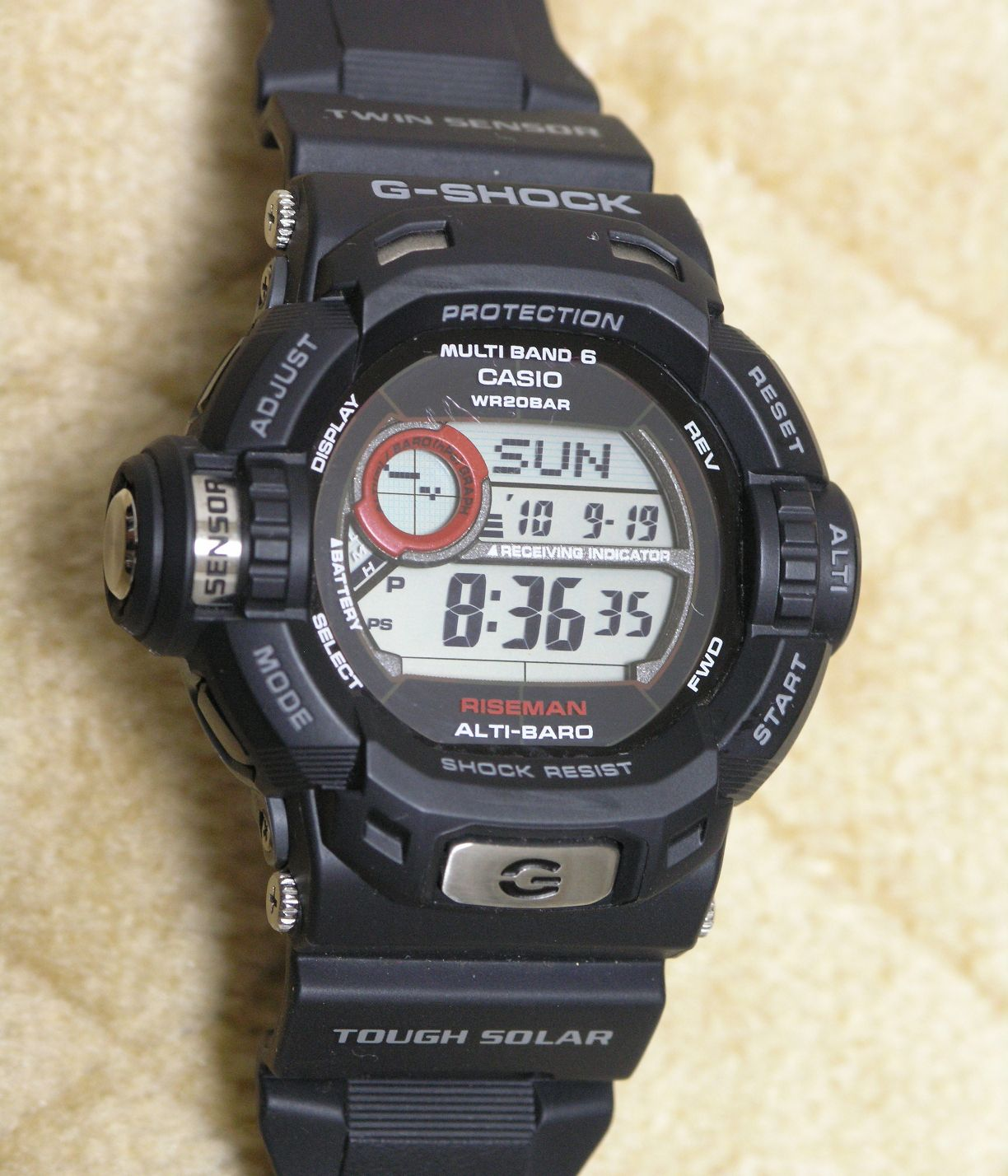
رايزمان GW-9200J-1JF